# John Grinder
John Thomas Grinder (nacido el 10 de enero de 1940) es un anglicista y lingüista estadounidense conocido principalmente por ser el cofundador (junto a Richard Bandler y Frank Pucelik) de la técnica denominada programación neurolingüística. 
Grinder realizó trabajos como estudiante en las gramáticas generativas transformacionales de Noam Chomsky. Más tarde, ya siendo doctor en lingüística y docente en la Universidad de California, en Santa Cruz, conoció al entonces estudiante de informática Richard Bandler e iniciaron el trabajo intelectual conjunto, primeramente a través de una intervisión (mutua supervisión, u observación) de las sesiones grupales de terapia gestáltica que dirigían. Ambos cambiaron de universidad, trasladándose a San Francisco por la misma época. Son autores de la técnica conocida como programación neurolingüistica.

## Biografía
A principios de los 60 Grinder se gradúa en Psicología en la Universidad de San Francisco, poco después ingresa en las fuerzas armadas de los Estados Unidos. Durante la Guerra Fría sirve como capitán en Europa en las fuerzas especiales de donde pasa aparentemente a la agencia de inteligencia americana. A finales de los 60 vuelve a la universidad doctorándose en lingüística en la Universidad de California.

## Obras

### Lingüística
- John Grinder (1969). "Conjunct splitting in Samoan". Linguistic Notes from La Jolla (La Jolla, CA) (University of California, San Diego, Dept. of Linguistics) 2: 46–79. OCLC 16334022.
- John Grinder (1970). "Super Equi-NP Deletion". Papers from the Sixth Regional Meeting, Chicago Linguistic Society. University of Chicago. pp. 297–317.
- John Grinder (1971). On Deletion Phenomena in English. Dissertation Abstracts: Section A. Humanities and Social Science (PhD. linguistics). 32: 2077A. University of California, San Diego. OCLC 17641707.
- John Grinder, Paul Postal (Winter, 1971). "A Global Constraint on Deletion". Linguistic Inquiry (MIT Press) 2 (1): 110–112. http://www.jstor.org/stable/4177614.
- John Grinder (Autumn, 1971). "Double Indices". Linguistic Inquiry (MIT Press) 2 (4): 572. http://www.jstor.org/stable/4177667.
- John Grinder (Spring, 1971). "Chains of Co-reference". Linguistic Inquiry (MIT Press) 2 (2): 183–202. http://www.jstor.org/stable/4177624.
- John Grinder, Paul Postal (Summer, 1971). "Missing Antecedents". Linguistic Inquiry (MIT Press) 2 (3): 269–312. http://www.jstor.org/stable/4177639.
- John Grinder (1971). "A Reply to Super Equi-NP Deletion as Dative Deletion". in Douglas, A.. Papers from the Seventh Regional meeting, Chicago Linguistic Society. Chicago, Illinois.. pp. 101–111.
- John Grinder (1972). "On the Cycle in Syntax". in John P. Kimball. Syntax and Semantics I. New York, Academic Press. pp. 81–112.
- John Grinder and Suzette Elgin (1975). "Bully for Us". Syntax and Semantics (Los Ángeles, CA: Academic Press) 4: 239–47.
- John Grinder, Suzette Elgin (1973). A Guide to Transformational Grammar: History, Theory, Practice. Austin, TX: Holt, Rinehart and Winston. ISBN 0-03-080126-5.
- John Grinder (1976). On deletion phenomena in English. Janua linguarum. Series minor. The Hauge: Mouton. ISBN 90-279-3005-8 OCLC 2807166.
- Frank H. Nuessel, Jr. (1974). Citation retrieved from Blackwell "Review: Grinder, J., and Elgin, S., (1973) A Guide to Transformational Grammar: History, Theory, Practice"". The Modern Language Journal (Blackwell) 58 (5): 282–283. https://web.archive.org/web/20120930100723/http://www.blackwellpublishing.com/mlj/newsearchres.asp?contenttype=RR&topic=Theory%20AND%20Practice&searchtype=adv Citation retrieved from Blackwell.
- Gary Prideaux (1974). "Review: A Guide to Transformational Grammar: History, Theory, Practice". The Canadian Journal of Linguistics 19 (2): 193–205.
- Xohrab, P. D. (1986). "Verbal-phrase anaphora: linguistics or cognitive science?". Studies in Language 10 (2): 425–447.

### Programación neurolingüística
- Bandler, Richard., y John Grinder (1975a). The Structure of Magic I: A Book About Language and Therapy. Palo Alto, CA: Science and Behavior Books. ISBN 0-8314-0044-7.
- Bandler, Richard., and John Grinder (1975b). The Structure of Magic II: A Book About Communication and Change. Palo Alto, CA: Science and Behavior Books. ISBN 0-8314-0049-8.
- Satir, Virginia., Grinder, John., and Bandler, Richard. (1976). Changing with Families: a book about further education for being human. Palo Alto, CA: Science and Behavior Books. ISBN 0-8314-0051-X.
- Grinder, John., and Richard Bandler (1976). Patterns of the Hypnotic Techniques of Milton H. Erickson, M.D. Volume I. Cupertino, CA: Meta Publications. ISBN 1-55552-052-9.
- Grinder, John., Richard Bandler, and Judith Delozier (1977). Patterns of the Hypnotic Techniques of Milton H. Erickson, M.D. Volume II. Cupertino, CA: Meta Publications. ISBN 1-55552-053-7.
- John Grinder, and Richard Bandler (1979). Frogs into Princes: Neuro Linguistic Programming. Moab, UT: Real People Press.. pp. 194pp. ISBN 0-911226-19-2.
- Dilts, Robert., John Grinder, Richard Bandler, Leslie Cameron-Bandler, and Judith Delozier (1980). Neuro-Linguistic Programming: Volume I: The Study of the Structure of Subjective Experience. Scotts Valley, CA: Meta Publications. ISBN 0-916990-07-9.
- Grinder, John.; Richard Bandler; Connirae Andreas (ed.) (1981). Trance-Formations: Neuro-Linguistic Programming and the Structure of Hypnosis. Moab, UT: Real People Press. ISBN 0-911226-23-0.
- Grinder, John., and Richard Bandler (1983). Reframing: Neuro-linguistic programming and the transformation of meaning. Moab, UT: Real People Press. ISBN 0-911226-25-7.

### Nueva NLP
- Grinder, John. and Judith DeLozier (1987). Turtles All the Way Down: Prerequisites to Personal Genius. Scotts Valley, CA: Grinder & Associates. ISBN 1-55552-022-7.
- Grinder, John., and Michael McMaster (1993). Precision: A New Approach to Communication: How to Get the Information You Need to Get Results. Scotts Valley, CA: Grinder & Associates. ISBN 1-55552-049-9.
- Charlotte Bretto Milliner (ed.)., John Grinder (ed.) and Sylvia Topel (ed.) (1994). Leaves before the wind: leading edge applications of NLP. Scotts Valley, CA: Grinder & Associates. ISBN 1-55552-051-0.
- Grinder, John., and Carmen Bostic St Clair (2001). Whispering in the Wind. Scotts Valley, CA: J & C Enterprises. ISBN 0-9717223-0-7.
- Tom Malloy, Carmen Bostic St Clair, John Grinder (2005). "Steps to an ecology of emergence". Cybernetics & Human Knowing (Exeter, UK: Imprint Academic ISSN 0907-0877) 11(3): 102–119. «Copia archivada». Archivado desde el original el 21 de septiembre de 2006. Consultado el 17 de noviembre de 2008..
- Grinder, John., Carmen Bostic St Clair, and Tom Malloy. RedTail Math: the epistemology of everyday life (Working title).